# Beckov
Beckov és un poble i municipi d'Eslovàquia que es troba a la regió de Trenčín.

## Història
La primera menció escrita de la vila es remunta al 1208.

## Demografia
| Godina             | 1994 | 2004   | 2014   | 2024   |
| ------------------ | ---- | ------ | ------ | ------ |
| Nombre de persones | 1360 | 1367   | 1349   | 1458   |
| Diferència         |      | +0,51% | −1,31% | +8,08% |

| Godina             | 2023 | 2024   |
| ------------------ | ---- | ------ |
| Nombre de persones | 1466 | 1458   |
| Diferència         |      | −0,54% |

## Geografia
Beckov es troba al nord-oest del país, a menys de 10 km de la frontera amb la República Txeca. És a 27 km de Trenčín, la capital de la regió.

## Accès
El territori del poble queda travessat per l'autopista D1 E75 i per la carretera 507, segons l'orientació NE-SO; que segueixen el curs del Váh.

## Viles agermanades
- Slavkov, República Txeca